# Межевой (Саткинский район)
Межево́й — рабочий посёлок в Саткинском районе Челябинской области России. Административный центр Межевого городского поселения.  Население 5053 человек (2023).
Находится на границе Челябинской области и Республики Башкортостан.

## География
Расположен на западе области, на реке Ай. В нескольких сотен метров от посёлка проходит граница Челябинской области и Республики Башкортостан.
Вблизи посёлка расположено 8 крупных месторождений бокситовых руд (севернее хребта Кучик): Барсучий Лог, Белоусовское, Блиново-Каменское, Ивано-Кузьминское, Краснокаменское, Межевой Лог, Первомайское, Черепанов Лог. 

### Географическое положение
Расстояние до: районного центра города Сатки 27 км, до ближайшей железнодорожной станции Сулея 9 км.

## Топоним
Название происходит от межи, разделяющей Челябинскую область и Республику Башкортостан. Первоначально назывался Межевой Лог. В 1973 году стал называться рабочим посёлком Межевой.

## История
Основан в 1936 году.
Возле посёлка работали бокситовые рудники. Добыча руды в месторождениях Ново-Пристанское и Кукшинское велась открытым способом, затем с 1938 года запущен подземный метод, в 1941 году заработала первая шахта, после войны эксплуатировалась подобным образом вторая. В 1969 году введена в эксплуатацию шахта «Блиново-Каменская», в 1979 году — шахта «Колодезная».
В 1973 году в состав посёлка вошли посёлок Новая Пристань, деревни Ваняшкино, Айская Группа,  Парамоновка, посёлки Блиновка, Первомайка, Сосновка, Цепиловка.
В 1980-х-1990-х годах, из-за высокой себестоимости работы на рудниках были прекращены.

## Население
| 1979  | 1989  | 2002  | 2005  | 2006  | 2007  | 2008  |
| ----- | ----- | ----- | ----- | ----- | ----- | ----- |
| 6204  | ↘5808 | ↘5578 | ↘5414 | ↗5654 | ↘5554 | ↘5462 |
| 2009  | 2010  | 2011  | 2012  | 2013  | 2014  | 2015  |
| ↗5557 | ↗5649 | ↘5630 | ↗5704 | ↘5620 | ↘5544 | ↘5458 |
| 2016  | 2017  | 2018  | 2019  | 2020  | 2021  | 2023  |
| ↘5288 | ↘5185 | ↘5121 | ↘5048 | ↘4923 | ↗5128 | ↘5053 |

 Проживают русские, башкиры.

## Экономика
В посёлке имеется хлебопекарня. Ранее (с 1991 по 2001 годы) работал керамический цех.

## Социальная сфера
В посёлке имеется две школы, один детский сад, дворец культуры, детско-юношеская спортивная школа, детский центр славянской культуры, музыкальная школа.

## Религия
Православные храмы
- Храм святителя Спиридона Тримифунтского

Мечети
- Мечеть

## Достопримечательности и памятники
- Известково-обжигательные печи;
- Парамоновские притёсы;
- Памятник шахтёрам в сквере Славы;
- Памятник П. Л. Зеленюку;
- Туннель реки Каменка;
- Ранее в посёлке стоял памятник В. И. Ленину
- Мемориальный комплекс воинам-пограничникам

## Транспорт
Посёлок доступен автотранспортом. Остановки общественного транспорта. Отправляются автобусы в Сатку, Айлино и Бакал.

## Средства массовой информации

### Телевидение
- 762 МГц - РТРС-1;
- 778 МГц - РТРС-2;

### Радиостанции
- 101.2 МГц - Радио Дача;
- 105.8 МГц - Радио Юлдаш (Месягутово);
- 107.4 МГц - Радио России / Радио Южный Урал (Юрюзань);
- 107.7 МГц - Спутник FM (Месягутово);